# リンゴの品種一覧

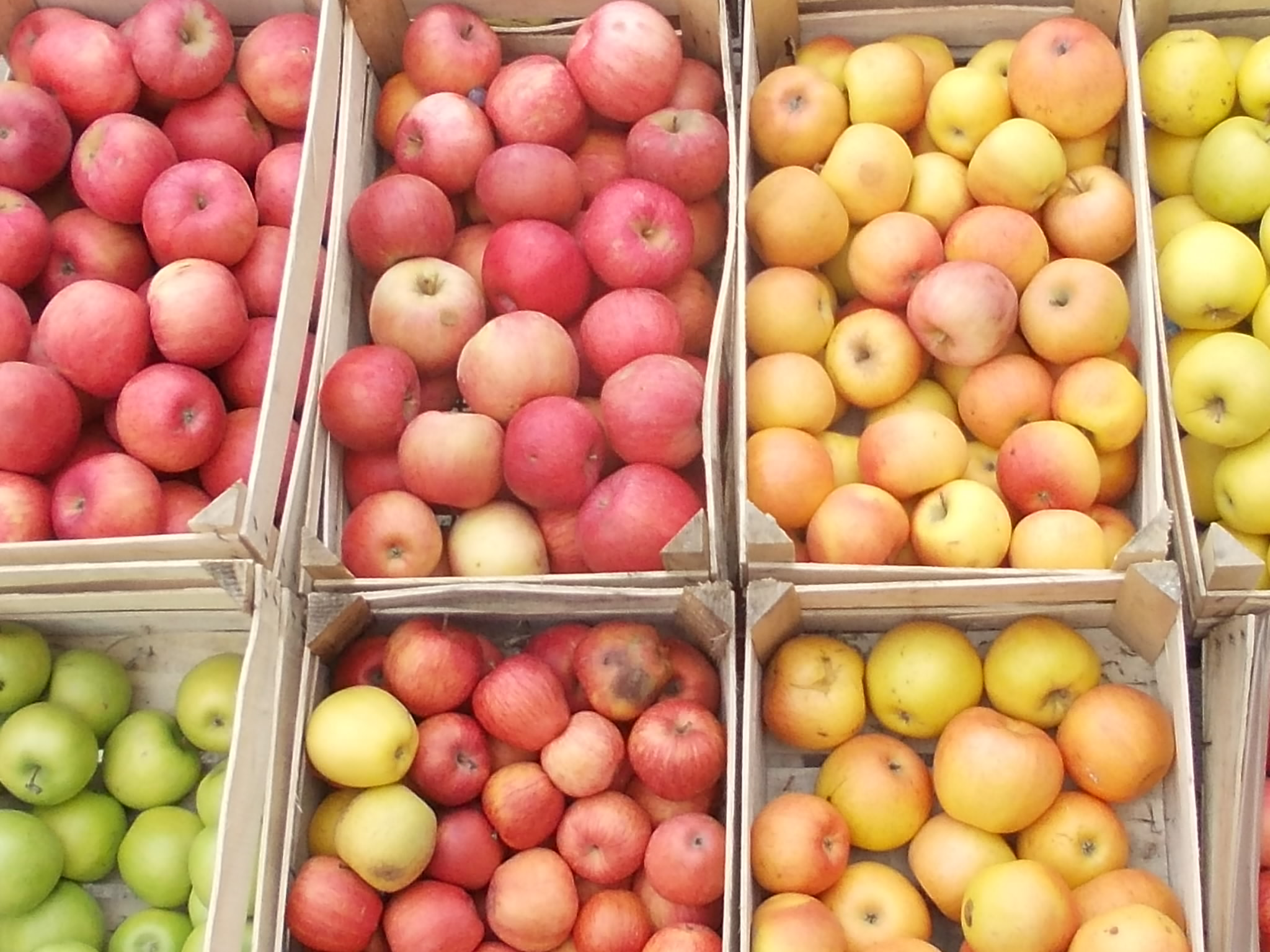
さまざまなリンゴの品種

リンゴの品種一覧（リンゴのひんしゅいちらん）は、リンゴ（セイヨウリンゴ）の栽培品種を一覧にしたものである。リンゴの栽培品種は世界中で約1万5000以上、日本だけでも約2000が存在するともされる。多数の品種が作出されてきたが、商業的需要や栽培の難度、病気に対する抵抗性などの理由から維持されず失われてしまった品種も多く、また生産性や貯蔵性などを考慮したごく一部の品種のみが大量に生産されている。ここでは、比較的生産量が多いもの、歴史的に重要なものを中心に示している。
リンゴ品種は、しばしば果実の成熟期間の長さによって分類される。日本では、極早生（満開後90日以内に成熟）、早生（90–120日）、中生（120–165日）、晩生（165日以上）に分けられることが多い。米国などでは、同様に1–7に分けられる。また、成熟期の皮はアントシアニンが蓄積して赤くなるものが多いが（赤色品種）、アントシアニンがほとんど生成されずに黄緑色から黄色になるもの（黄色品種）もある。特に緑色が強いものは「青リンゴ」ともよばれる。リンゴの品種は、生食される生食用のほか、アップルパイなどに利用される調理用、シードルなどの原料とされる加工用に分けられることもある。
栽培品種（単に「品種」とよばれることも多いが、分類学における「品種」とは異なる区分であり、規約が異なる）を表記する国際規約（国際栽培植物命名規約）では、栽培品種名（栽培品種小名）を引用符で囲むこととしている。近年では、日本語でもしばしば同様に表記される。本稿では、これにならって栽培品種名を引用符で囲って表記する。
| 画像 | 品種名など                                          | 育成地 登録年など                                 | 由来                                                  | 特徴 |
| ---- | --------------------------------------------------- | ------------------------------------------------- | ----------------------------------------------------- | --- |
|      | ‘あいかの香り’（あいかのかおり）                    | 日本（長野県） 2001年                             | ‘ふじ’の自然交雑実生                                  | 晩生性。大型で長円形。赤色系。サクサクとして果汁豊富、甘味が強く、蜜が入りやすい。 |
|      | ‘アイダレッド’ (‘Idared’)                           | 米国（アイダホ州） 1935年                         | ‘ジョナサン’ × ‘ワグナー’                             | 中型から大型、円形、赤色に色づき、果肉は緻密で硬く、果汁が多く、甘酸っぱい。調理用に用いられる。ヨーロッパ、米国で生産量が多い（2023年にそれぞれ品種別第4位、11位）。 |
|      | ‘あかね’ (‘Akane’)                                  | 日本（岩手県） 1970年                             | ‘紅玉’ × ‘ウースターペアメイン’                       | 早生系。扁円錐形。赤色系。酸味が強く、食味は淡白、煮崩れしない。調理用に適する。 |
|      | ‘秋映’（あきばえ） (‘Akibae’)                       | 日本（長野県） 1993年                             | ‘千秋’ × ‘つがる’                                     | 中生性。中型で円形。赤色系で着色しやすく、寒冷地では赤黒くなりやすい。シャキシャキとして果汁豊富、甘酸適和で食味良好。2021年における日本での栽培面積は品種別第9位。 |
|      | ‘安祈世’（あきよ） (‘Akiyo’)                        | 日本（青森県） 1996年                             | ‘千秋’ × ‘ふじ’                                       | 中生性。中型で円形。赤色系で光沢がある。やや酸味があり、濃厚な味。貯蔵性が良い。 |
|      | ‘Amassia/Amasya’                                    | トルコ北部 不明                                   | 不明                                                  | 小型から中型、円形から円錐形。赤色系。果肉は白く緻密で柔らかく、果汁が多く甘酸っぱい。 |
|      | ‘アルプス乙女’（アルプスおとめ） (‘Alps Otome’)     | 日本（長野県） 1964年                             | ‘ふじ’ × ヒメリンゴ                                   | 中生性。非常に小型で重さは25–50グラム程度。濃赤色で光沢がある。糖度が高いが酸味もある。りんご飴などに利用される。 |
|      | ‘アントノフカ’ (‘Antonovka’)                        | ロシア 不明                                       | 不明                                                  | 中生性。耐寒性が高い。黄色系、酸味が強く、林檎酒づくりに適している。 |
|      | ‘アンビシャス’ (‘Ambitious’)                        | 日本（青森県） 1985年                             | ‘東光’の自然交雑実生                                  | 晩生性。やや小型から中型で円形。黄色く着色するが、日に当たっていた部分が赤みを帯びる。香りが良く、果肉は硬く酸味が少なく甘味が強い。貯蔵性が良い。 |
|      | ‘アンブリ’ (‘Ambri’)                                | インド北部 不明                                   | 不明                                                  | 中型で円錐形、赤色系、シャキシャキして果汁が多く甘い。 |
|      | ‘アンブロシア’ (‘Ambrosia’)                         | カナダ（ブリティッシュコロンビア州） 1987年       | 不明                                                  | 中生性。中型から大型、円錐形。赤色系。果肉はきめ細かくサクサクしており、果汁に富み、甘味が強い。品種別の生産量は米国で第14位、カナダで第4位である（2023年）。 |
|      | ‘祝’（いわい） (‘American Summer Pearmain’)         | 米国（ニュージャージー州） 18世紀                 | 不明                                                  | 早生性。円形。赤色縞状に着色。果汁はやや少ない。 |
|      | ‘印度’（いんど） (‘Indo’)                           | 日本（青森県） 1930年                             | ‘White Winter Pearmain’の自然交雑実生                 | 晩生性。やや小型から中型、長円錐形でややいびつ。日に当たっていた部分が赤くなる。酸味がほとんどなく、甘味が強い。貯蔵性が良い。古くは高級リンゴとして流通していた。「印度」の名は、人名またはインディアナ州にちなむとされる。 |
|      | ‘エソパススピッツェンバーク’ (‘Esopus Spitzenburg’) | 米国（ニューヨーク州） 18世紀                     | 不明                                                  | 中生性。中型から大型、やや円錐形。赤色系。果肉は黄色でやや粗で硬く果汁が多く甘酸っぱい。 |
|      | EverCrisp ‘MAIA1’                                   | 米国（オハイオ州） 2014年                         | ‘ハニークリスプ’ × ‘ふじ’                             | 大型、円筒形。赤く縞状に色づく。果肉は硬く歯ごたえがあり、果汁が多く、非常に甘い。「EverCrisp」は商品名。 |
|      | ‘エルスター’ (‘Elstar’)                             | オランダ 1972年                                   | ‘ゴールデンデリシャス’ × ‘Ingrid Marie’               | 中型から大型、やや円錐形。赤色系。果肉はややシャキシャキしており、非常に果汁が多く、甘酸適和であるが貯蔵により酸味が減少する。ヨーロッパでの生産量は品種別第10位（2023年）。 |
|      | ‘エンパイア’ (‘Empire’)                             | 米国（ニューヨーク州） 1966年                     | ‘スタークデリシャス’ × ‘マッキントッシュ’             | 中生性。中型、円形からやや円錐形。赤色系。甘く、香りが強い。品種別生産量は米国で第12位、カナダで第7位（2023年）。 |
|      | エンヴィ (Envy) (‘サイレート’ ‘Scilate’)            | ニュージーランド 2009年                           | ‘ブレイバーン’ × ‘ロイヤルガラ’                       | 中型でやや円錐形。赤色系。果肉は粗く歯ごたえがよく、果汁に富み、非常に甘く、酸味もある。褐変しない。「エンヴィ」は商品名。 |
|      | ‘王林’（おうりん） (‘Orin’)                         | 日本（福島県） 1952年                             | ‘ゴールデンデリシャス’ × ‘印度’                       | 晩生性。卵形。黄色系。肉質が緻密、甘みが強く酸味が少ない。果点が目立ち、さびが発生しやすい。貯蔵性がよい。日本での生産量は品種別第3位（2023年）。 |
|      | オパール (Opal) ‘UEB 3264/2’                        | チェコ 2006年                                     | ‘ゴールデンデリシャス’ × ‘Topaz’                      | 中型、円形から円錐形。黄色で日に当たっていた部分が橙赤色を帯びる。果肉は硬く、果汁が多く、甘い。褐変しない。「オパール」は商品名。 |
|      | ‘華宝’（かほう）                                    | 日本（青森県） 2019年                             | ‘シナノスイート’の自然交雑実生                        | 中生性。中型、円錐形。濃赤色に色づく。甘味が強く、酸味が少ない。香りや歯ざわりが良い。 |
|      | ‘カメオ’ (‘Cameo’)                                  | 米国（ワシントン州） 1987年                       | おそらく‘レッドデリシャス’ × ‘ゴールデンデリシャス’   | 中生性。中大型で円錐形。縞状に赤くなる。果汁が多く、酸味は少ない。‘Caudle’ともよばれる。 |
|      | ‘ガラ’ (‘Gala’, ‘Kidd's D-8’)                       | ニュージーランド 1962年                           | ‘ゴールデンデリシャス’ × ‘Kidd’s Orange Red’          | やや円錐形。赤色系。果実はシャキシャキとして多汁、甘い。多数の枝変わり品種があり、特に‘ロイヤルガラ’がよく知られている。品種別生産量では、北米で第1位、ヨーロッパで第2位である（2023年）。 |
|      | ‘かんき’（冠輝）                                    | 日本（青森県） 1992年                             | ‘千秋’ × ‘つがる’                                     | 早生性。中型、円形。紫赤色。甘味・酸味とも中程度。特有の香りある。 |
|      | カンジ (Kanzi) (‘Nicoter’)                          | 米国（ワシントン州） 1987年                       | ‘ガラ’ × ‘ブレイバーン’                               | 中型、円錐形。赤色系。果肉は硬くサクサクしており、非常に果汁が多い。「カンジ」は商品名。 |
|      | ‘きおう’（黄王） (‘Kiou’)                           | 日本（岩手県） 1994年                             | ‘王林’ × ‘はつあき’                                   | 早生性。円形。黄色系。香りがよく、果肉はやや硬めでサクサクしており、多汁で酸味が弱い。品種名は「黄色い王様」に由来。 |
|      | ‘きたかみ’（北上） (‘Kitakami’)                     | 日本（岩手県） 1983年                             | ‘東北2号’ × ‘レッドゴールド’                          | 早生性。扁円形。赤色系。糖度はやや低いが甘酸適和。品種名は育成地盛岡の北上川に由来。 |
|      | 北紅（きたくれない） （‘あおり13’）                 | 日本（青森県） 2003年                             | ‘リチャードデリシャス’ × ‘つがる’                     | 中生性。やや大型で扁円形。濃赤色。果肉は緻密、果汁が多く、糖度が高く、蜜が入りやすい。「北紅」は商標名。。 |
|      | きみと （‘HFF63’）                                  | 日本（青森県） 2016年                             | ‘ふじ’ × ‘東光’                                       | 晩生性。中型、円筒形。黄色で日に当たっていた部分が橙赤色を帯びる。スクロース量が多くさわやかな甘みをもつ。蜜が入りやすい。貯蔵性が良い。「きみと」は商標名。 |
|      | ‘金星’（きんせい） (‘Kinsei’)                       | 日本（青森県） 1972年                             | ‘ゴールデンデリシャス’ × デリシャス系品種             | 晩生性。円形から円錐形。黄色系。酸味がやや少ない。さびが発生しやすい。 |
|      | ‘グラニースミス’ (‘Granny Smith’)                   | オーストラリア（ニューサウスウェールズ州） 1868年 | ‘French Crab’? × 不明                                 | 晩生性。円錐形、中型。黄緑色。果肉は褐変しにくい。酸味が強く、煮崩れしにくいため、アップルパイなど調理用に利用される。品種別生産量では、北米で第5位、ヨーロッパで第8位である（2023年）。 |
|      | ‘グラヴェンシュタイン’ (‘Gravenstein’)              | デンマーク 不明                                   | 不明                                                  | 早生から中生性。中型から大型、長円形。赤色系。果肉は緻密でシャキシャキしており、果汁が多く、甘酸適和、調理用として広く利用されている。 |
|      | ‘クリップスピンク’ (‘Cripps Pink’)                  | オーストラリア（西オーストラリア州） 1986年       | ‘ゴールデンデリシャス’ × ‘レディウィリアムズ’         | 晩生性。赤色系。果肉は硬めで緻密。酸味が強めだが糖度も高い。貯蔵性が非常によい。比較的温暖な地で栽培される。一定の基準（色や甘味）を満たしたものは、ブランド名「ピンクレディー (Pink Lady)」を名乗ることができる。品種別生産量では、北米で第7位、ヨーロッパで第11位である（2023年）。 |
|      | ‘クリップスレッド’ (‘Cripps Red’)                   | オーストラリア（西オーストラリア州） 1993年       | ‘ゴールデンデリシャス’ × ‘レディウィリアムズ’         | クリップスピンク育成の際と同じ交配によって生まれた。中型、長円形から円錐形。赤色系。芳香があり、果肉は中粒で硬く、果汁が多く、酸味がある。果肉は褐変しにくい。一定の基準（色や甘味）を満たしたものは、ブランド名「サンドーナー (Sundowner)」を名乗ることができる。ヨーロッパ市場では「Joya」ともよばれる。 |
|      | ‘紅の夢’（くれないのゆめ）                          | 日本（青森県） 2010年                             | ‘紅玉’ × ‘赤肉親系統1’                                | 晩生性。中型、円形から楕円形。濃赤色。果肉が赤く色づき、酸味が強い。 |
|      | ‘グロスター’ (‘Gloster’)                            | ドイツ 1969年                                     | ‘Weisser Winterglockenapfel’ × ‘リチャードデリシャス’ | 中型から大型、長円形から円錐形。赤色系。果肉は緻密、甘酸適和。 |
|      | ‘ぐんま名月’ (‘Gunma Meigetsu’)                     | 日本（群馬県） 1991年                             | ‘あかぎ’ × ‘ふじ’                                     | 晩生性。大型で扁円形。黄色で一部橙紅色を帯びる。果肉は緻密で硬く歯ごたえがよく、果汁が多く、甘い。蜜が入りやすい。日本での栽培面積は品種別第13位（2021年）。 |
|      | 恋空（こいぞら） ‘あおり16’                         | 日本（青森県） 2007年                             | ‘67-45’ × ‘夏緑’                                      | 極早生性。やや小型、円形。暗赤色。甘酸適和。「恋空」は商標名。 |
|      | ‘黄輝’（こうき）                                    | 日本（青森県） 2017年                             | ‘ひろさきふじ’の枝変わり                              | 中生性。中型、円錐形。黄色で陽光面がやや赤くなる。非常に甘い。 |
|      | ‘紅玉’（こうぎょく） (‘ジョナサン Jonathan)’)       | 米国（ニューヨーク州） 19世紀                     | ‘エソパススピッツェンバーク’ × 不明                   | 中生性。円形、やや小果。赤色系で着色良好。酸味が多く、芳香あり。古い品種であるが、調理用に適しており2023年時点でも日本や米国ではある程度生産されている。‘アイダレッド’、‘ジョナゴールド’、‘つがる’などの品種親である。 |
|      | ‘紅月’（こうげつ）                                  | 日本（青森県） 1981年                             | ‘ゴールデンデリシャス’ × ‘紅玉’                       | 中生性。中型、円錐形。紫紅色に縞状に色づく。非常に甘い。 |
|      | ‘こうこう’                                          | 日本（青森県） 1999年                             | ‘弘大1号’ × ‘ふじ’                                    | 中生性。中型、円形から扁円形。黄色く、淡紫紅色を帯びる。香りが良い。甘く、酸味はおだやか、蜜が多く入る。 |
|      | ‘幸寿’（こうじゅ）                                  | 日本（青森県） 2005年                             | ‘未希ライフ’ × (‘千秋’ × ‘ふじ’)                      | 中生性。中型、円錐形。紅色に色づく。糖度、酸度とも高い濃厚な味。 |
|      | ‘こうとく’ (‘Kotoku’) （こみつ）                    | 日本（青森県） 1985年                             | ‘ふじ’ × ‘ロム16’                                     | 晩生性。やや小型から中型で円形。赤色系。果肉はやや硬く果汁が多く、非常に甘い。蜜が入りやすく、多いものは果肉の80%を占める。芳香がある。‘こうとく’の中で、蜜の量など基準を満たしたものはJA津軽みらいを通して「こみつ」のブランド名で販売される。 |
|      | ‘黄明’（こうめい）                                  | 日本（青森県） 2003年                             | ‘未希ライフ’ × ‘千秋’                                 | 早生性。中型、扁円錐形。淡い黄緑色で日に当たった部分が淡紅色を帯びる。甘酸適和。 |
|      | コスミッククリスプ (Cosmic Crisp) ‘WA 38’           | 米国（ワシントン州） 2017年                       | ‘ハニークリスプ’ × ‘エンタープライズ’                 | 大型でやや円錐形。濃紅色に着色する。果肉は硬く、果汁が極めて多く、甘酸っぱい。貯蔵性に極めて優れる。「コスミッククリスプ」は商品名。米国での生産量は品種別第8位（2023年）。 |
|      | ‘コックスオレンジピピン’ (‘Cox’s Orange Pippin’)    | 英国 1850年                                       | ‘Ribston Pippin’ × 不明                               | 中生性。中型、円形からやや円錐形。赤色系。果肉は緻密で硬く、果汁が多く、甘酸っぱい。 |
|      | ‘国光’（こっこう） (‘Ralls Janet’)                  | 米国（バージニア州） 不明                         | 不明                                                  | 晩生性。円形、やや小果。赤色系。食味はやや淡白。貯蔵性に優れる。1960年代までは日本における主要品種であった。‘ふじ’の種子親。 |
|      | ‘コートランド’ (‘Cortland’)                         | 米国（ニューヨーク州） 1915年                     | ‘マッキントッシュ’ × ‘ベンデイヴィス’                 | 中生性。中型から大型、扁円形。赤色系。果肉は果汁が多く、甘酸っぱく、褐変しにくい。品種別生産量は米国で第15位、カナダで第5位（2023年）。 |
|      | ‘ゴールデンデリシャス’ (‘Golden Delicious’)         | 米国（ウェストバージニア州） 1914年               | おそらく‘グライムスゴールデン’ × ‘Golden Reinette’    | 中生性。長円形。黄色系。肉質はやや緻密。豊産性。さびが発生しやすい。品種別生産量では、ヨーロッパで第1位、米国で第6位である（2023年時点）。品種親として優れており、‘ガラ’、‘クリップスピンク’、‘ジョナゴールド’、‘つがる’、‘王林’、‘陸奥’などの親である。 |
|      | 彩香（さいか） （‘あおり9’）                        | 日本（青森県） 2001年                             | ‘あかね’ × ‘王林’                                     | 早生性。中型で円形から長円形。赤色系。果肉はやや緻密、果汁が非常に豊富、甘酸っぱい。自家摘果性が強い。「彩香」は生果実の商標名。。 |
|      | ‘さんさ’ (‘Sansa’)                                  | 日本（岩手県） 1988年                             | ‘ガラ’ × ‘あかね’                                     | 早生性。円錐形。赤色系。甘酸適和。さびの発生がやや多い。 |
|      | ‘ジェイムスグリーブ’ (‘James Grieve’)               | 英国 19世紀後半                                   | ‘Potts' Seedling’ × ‘Cox’s Orange Pippin’             | 円錐形、中型から大型。赤色系。油あがりする。果肉は柔らかい。枝変わり品種に‘James Grieve Red’がある。 |
|      | しおりの詩 （‘あおり12’）                           | 日本（青森県） 2004年                             | ‘北の幸’ × ‘ジャージーマック’                         | 極早生。長円形。赤色系。果肉がやわらかくなめらか。甘酸適和。油あがりしやすい。 |
|      | ‘シナノゴールド’ (‘Shinano Gold’)                   | 日本（長野県） 1999年                             | ‘ゴールデンデリシャス’ × ‘千秋’                       | 晩生性。長円形。黄色系。果汁が豊富で酸味がやや強い。保存性に優れる。日本での栽培面積は品種別第6位（2021年）。 |
|      | ‘シナノスイート’ (‘Shinano Sweet’)                  | 日本（長野県） 1996年                             | ‘ふじ’ × ‘つがる’                                     | 中生性。中型からやや大型、円形から長円形。赤色系。香りが良い。果汁が多く、酸味が少ない。日本での栽培面積は品種別第5位（2021年）。 |
|      | ‘シナノドルチェ’                                    | 日本（長野県） 2005年                             | ‘ゴールデンデリシャス’ × ‘千秋’                       | 中生性。中型からやや大型、円形。赤色系。果汁が多く、甘酸適和。当時の長野県知事である田中康夫によって命名された。 |
|      | ‘シナノピッコロ’                                    | 日本（長野県） 2006年                             | ‘ゴールデンデリシャス’ × ‘あかね’                     | 早生性。円形、小玉（150–200 g）。赤色系。多汁で甘酸適和。 |
|      | ‘シナノリップ’                                      | 日本（長野県） 2018年                             | ‘千秋’ × ‘シナノレッド’                               | 早生性。扁円形。赤色系で着色・食味がよい。 |
|      | ‘シナノレッド’ (‘Shinano Red’)                      | 日本（長野県） 2005年                             | ‘つがる’ × ‘ビスタベラ’                               | 早生性。中型、円形から長円形。赤色系。芳香があり、口当たりが良く、果汁が多く、酸味がやや強い。 |
|      | ジャズ (Jazz) (‘サイフレッシュ’ ‘Scifresh’)         | ニュージーランド 2002年                           | ‘ブレイバーン’ × ‘ロイヤルガラ’                       | やや円錐形。赤色系。果肉は果汁に富み、サクサクしている。甘みが強く、酸味もある。貯蔵性に優れる。「ジャズ」は商品名。 |
|      | ‘シャンピオン’ (‘Shampion’)                         | チェコ 1976年                                     | ‘ゴールデンデリシャス’ × ‘コックスオレンジピピン’     | 中型から大型、円形からやや円錐形。赤色系。果肉は多汁で甘い。ヨーロッパにおける生産量は品種別第6位（2023年）。 |
|      | ‘秋陽’（しゅうよう） (‘Shuyo’)                      | 日本（山形県） 2008年                             | ‘陽光’ × ‘千秋’                                       | 中生性。やや大型で円形。赤色系。果肉は硬く緻密で甘酸っぱく、味は濃厚。三倍体。 |
|      | SugarBee ‘CN 121’                                   | 米国（ワシントン州） 1998年                       | ‘ハニークリスプ’の自然交雑実生                        | 中型、やや円錐形。鮮やかに赤く色づく。果肉はシャキシャキしており、果汁が多く、非常に甘い。「SugarBee」は商品名。 |
|      | 春明21 (しゅんめい21) （‘あおり21’）                | 日本（青森県） 2008年                             | ‘ふじ’ × ‘レイ8’                                      | 晩生性。やや大型で円形から長円形。赤色系。収穫直後には硬く、酸味が強いが、長期冷蔵保存されたものは食味がよくなる。貯蔵性に極めて優れる。。 |
|      | ‘ジョナゴールド’ (‘Jonagold’)                       | 米国（ニューヨーク州） 1968年                     | ‘ゴールデンデリシャス’ × ‘紅玉’                       | 中生性。円形で大果。赤色系で着色良好。酸味がやや多い。豊産性。三倍体。ヨーロッパにおける生産量が多く、品種別第7位、枝変わり品種である‘レッドジョナプリンス’ (Red Jonaprince) が第5位、‘ジョナゴレッド’ (Jonagored) が第14位であった（2023年）。日本における生産量も品種別第4位である（2023年）。 |
|      | ‘ジンジャーゴールド’ (‘Ginger Gold’)                | 米国（バージニア州） 1969年                       | ‘ゴールデンデリシャス’ × ‘Albermarle Pippin’ × 不明種 | 中生性。小型から中型、円錐形。黄色系。果肉は緻密で硬く、果汁が多く、酸味がある香りが強く、後口が甘い。褐変しにくい。 |
|      | ‘新世界’ (‘Shinsekai’)                              | 日本（群馬県） 1988年                             | ‘ふじ’ × ‘あかぎ’                                     | 晩生性。中型からやや大型、円形から長円形。濃鮮紅色。酸味が少なく、食味濃厚。蜜が入りやすい。 |
|      | SweeTango ‘Minneiska’                               | 米国（ミネソタ州） 2009年                         | ‘ハニークリスプ’ × ‘Minnewashta’ (Zestar!)            | 中型から大型、円錐形でふつうややいびつ。濃紅色に着色する。果肉は硬く、果汁が多く、甘酸っぱい。「SweeTango」は商品名。 |
|      | ‘スターキングデリシャス’ (‘Starking Delicious’)     | 米国（ニュージャージー州） 1921年                 | レッドデリシャスの枝変わり品種                        | 中生性。長円錐形。赤色系でレッドデリシャスより果実色がより濃い。芳香があり、甘く、食味良好。貯蔵性が低い。日本では‘ふじ’以前の主力品種であった。 |
|      | ‘スタークジャンボ’ (‘Stark Jumbo’)                  | 米国（オレゴン州） 1958年                         | ‘Spokane Beauty’の枝変わり                            | 中生性。極めて大型で700–1000g、凹凸が大きい。紅色。甘味が少なく、酸味も弱い。絵文字リンゴに使用されることが多い。 |
|      | ‘ステイマン’ (‘Stayman’)                            | 米国（カンザス州） 1866年                         | ‘Winesap’ × 不明                                      | 晩生性。中型から大型、長円形。赤色系。果肉は緻密で硬くシャキシャキしており、果汁が多く、甘味・酸味が強い。 |
|      | ‘スパルタン’ (‘Spartan’)                            | カナダ（ブリティッシュコロンビア州） 1936年       | ‘マッキントッシュ’ × 不明                             | 中生性。小型から中型、円形からやや円錐形。赤色系。果肉は白く緻密、サクサクしており、果汁に富み、甘酸っぱい。品種別生産量は米国で第18位、カナダで第6位（2023年）。 |
|      | ‘青林’（せいりん）                                  | 日本（岩手県） 1990年                             | ‘レッドゴールド’ × ‘ふじ’                             | 晩生性。中型、扁円形。黄緑色で日に当たった部分が淡紅色を帯びる。芳香があり、甘味濃厚で酸味は弱い。 |
|      | ‘世界一’（せかいいち） (‘Sekai Ichi’)               | 日本（青森県） 1974年                             | ‘レッドデリシャス’ × ‘ゴールデンデリシャス’           | 中生性。大型で大きなものは1kg以上になる。やや円錐形。赤色系。果肉は硬くシャキシャキしており果汁豊富、甘味が強い。 |
|      | Zestar! ‘Minnewashta’                               | 米国（ミネソタ州） 1998年                         | ‘ハニークリスプ’ × ‘MonArk’                           | 中型から大型、円形。赤く色づく。果肉はきめ細かく、果汁が多く、甘酸適和。「Zestar!」は商品名。 |
|      | ‘千秋’（せんしゅう） (‘Senshu’)                     | 日本（秋田県） 1980年                             | ‘東光’ × ‘ふじ’                                       | 中生性。円形から円錐形。赤色系。肉質が緻密、酸味がやや多い。ときに裂果する。 |
|      | ‘大紅栄’（だいこうえい） (‘Daikouei’)               | 日本（秋田県） 2005年                             | ‘未希ライフ’ × 不明                                   | 晩生性。円形、大型（400–600 g）。赤色系。酸味が少なく果汁が多い。 |
|      | ダズル (Dazzle) ‘PremA129’                          | ニュージーランド 1997年                           | ‘Scired’ × ‘PremA280’                                 | 中型、円錐形。赤く色づく。果肉は硬くきめ細かく、適度に果汁があり、わずかに酸味がある。「ダズル」は商品名。 |
|      | 千雪（ちゆき, Chiyuki） ‘あおり27 (Aori 27)’        | 日本（青森県） 2008年                             | ‘金星’ × ‘マヘ7’                                      | 中生性。中型、円形から長円形。暗赤色。芳香があり、甘味が多く、食味は良好。果肉が褐変しない。 |
|      | ‘つがる’（‘Tsugaru’） (‘青り2号’)                   | 日本（青森県） 1975年                             | ‘ゴールデンデリシャス’ × ‘紅玉’                       | 早生性。円形から長円形。赤色系。酸味が少ない。後期落下がやや多い。日本における生産量は品種別第2位である（2023年）。着色がよい枝変わり品種として、‘つがる姫’、‘ひらかつがる’、‘みすずつがる’、‘芳明つがる’などがある。 |
|      | 津軽ゴールド（つがるゴールド） （‘石川ゴールド’）   | 日本（青森県） 2002年                             | ‘千秋’ × ‘王林’                                       | 中生性。中型、円形から長円形。黄緑色から黄色に色づく。芳香があり、口当たりが良く、甘酸適和。 |
|      | ‘トキ’ (‘Toki’)                                     | 日本（青森県） 2004年                             | ‘王林’ × ‘ふじ’                                       | 中生性。円形から扁円形。黄色系。果汁が多く、甘酸適和で香り、歯ざわり、口当たりがよい。日本での栽培面積は品種別第11位（2021年）。 |
|      | ‘夏緑’（なつみどり） （‘Natsumidori’）              | 日本（青森県） 1983年                             | ‘きたかみ’ × ‘メク10’                                 | 極早生性。小型で重さ 150–200 g、扁円形。黄緑色で淡赤色に縞が入る。 |
|      | ‘ニュートンピピン’ (‘Newtown Pippin’)               | 米国（ニューヨーク州） 18世紀                     | ‘レディハミルトン’ × おそらく‘グラニースミス’         | 中型から大型、やや円錐形。緑色でかすかに赤みがかる。果肉は緻密で硬く、酸味が強い。調理用。米国での生産量は品種別第19位（2023年）。万有引力の着想に関わったと伝えられる「ニュートンのリンゴ」は別品種の‘ケントの花’である。 |
|      | ‘ノーザンスパイ’ (‘Northern Spy’)                   | 米国（ニューヨーク州） 1840年                     | 不明                                                  | 中生性。大型、円形からやや円錐形。赤色系。果肉は緻密で硬く、シャキシャキしており、果汁が多く、甘酸っぱい。 |
|      | ‘ノビーラセット’ (‘Knobby Russet’)                  | 英国 1819年                                       | 不明                                                  | 不規則な円錐形、表面がでこぼこ。黄色系。果肉は白く柔らかい。 |
|      | パシフィックローズ (Pacific Rose) (‘Sciros’)        | ニュージーランド 1975年                           | ‘ガラ’ × ‘Splendour’                                  | 中型、円筒形。赤色系。果肉は緻密で硬く、甘味が強く、芳香がある。褐変しにくい。「パシフィックローズ」は商品名。 |
|      | ‘ハックナイン’ (‘HAC-9’)                            | 日本（北海道） 1986年                             | ‘ふじ’ × ‘つがる’                                     | 中生性。長円形。赤色系。多汁で甘酸適和。三倍体。 |
|      | ‘ハニークリスプ’ (‘Honeycrisp’)                     | 米国（ミネソタ州） 1988年                         | ‘Keepsake’ × ‘MN 1627’                                | 中生性。楕円形、赤色系。果肉は粗くシャキシャキして果汁が非常に多く、甘酸っぱく、芳香がある。褐変しない。米国での生産量は品種別第3位（2023年）。 |
|      | ‘Harry Masters Jersey’                              | 英国 19世紀後半                                   | 不明                                                  | 小型から中型、円錐形。赤色系。シードル用でビタースイート（高タンニン、酸味弱め）。 |
|      | ‘はるか’                                            | 日本（岩手県） 2002年                             | ‘ゴールデンデリシャス’ × ‘スターキングデリシャス’     | 晩生性。長円錐形。黄色系。甘味が強く、蜜が入りやすい。 |
|      | ‘ピノーバ’ (‘Pinova’)                               | ドイツ 1986年                                     | ‘Clivia’ × ‘ゴールデンデリシャス’                     | 小型から中型、円錐形。赤色系。果肉は緻密で硬く、果汁に富み、甘酸っぱく、スパイシー。褐変しない。商品名は「Piñata」。 |
|      | ‘ひめかみ’（姫神） (‘Himekami’)                     | 日本（岩手県） 1985年                             | ‘ふじ’ × ‘紅玉’                                       | 中生性。長楕円形から円錐形。赤色系。多汁で甘酸適和。蜜が入りやすい。 |
|      | ‘弘大みさき’（ひろだいみさき）                      | 日本（青森県） 2010年                             | ‘ゴールデンデリシャス’ × ‘弘大1号’                    | 中生性。大型（450–500 g）、円形。浅黄色、有袋栽培ではピンク色になる。香りが良く、甘みと酸味のバランスが良い。 |
|      | ‘ファーストレディ’                                  | 日本（山形県） 2009年                             | ‘さんさ’ × ‘つがる’                                   | 早生性。中型、円形。濃赤色。甘みが比較的強い。 |
|      | ‘ふじ’ (‘Fuji’)                                     | 日本（青森県） 1962年                             | ‘国光’ × ‘レッドデリシャス’                           | 晩生性。円形。赤色系。多汁で甘酸適和。蜜が入りやすい。貯蔵性が極めてよい。袋かけをしないで育てた果実は「サンふじ」とよばれる。果実成熟期が早い（‘ひろさきふじ’、‘やたか’、‘ほのか’、‘昂林’、‘涼香の季節’、‘こまちふじ’、‘紅将軍’など; 早生ふじと総称される）、色付きがよい（‘みしまふじ’、‘宮美ふじ’、‘コスモふじ’、‘極ふじ’、‘2001年’など）、果皮が黄色い（‘ゴールドファーム’、‘黄金ふじ’、‘白ふじ’）などの枝変わり品種が多い。世界のリンゴ生産の半分を占める中国において全生産の70%を占めており、世界で最も生産量が多い品種である。また日本でもリンゴ生産の約半分を占めている。 |
|      | ‘ブラムリー’ (‘Bramley’)                            | 英国 1809年                                       |                                                       | 甘味は少なく酸味が強い。「クッキングアップル」ともよばれる調理用リンゴであり、アップルパイやジャム、リンゴ酒などに使われる。 |
|      | ‘ブレイバーン’ (‘Braeburn’)                         | ニュージーランド 1950年代                         | ‘レディハミルトン’ × おそらく‘グラニースミス’         | 晩生性。円錐形。赤色系。果汁に富み、歯ごたえがよい。甘酸適和。貯蔵性がよい。ヨーロッパでの生産量は品種別第13位（2023年）。 |
|      | ‘ブレナムオレンジ’ (‘Blenheim Orange’)              | 英国 1740年                                       | 不明                                                  | 大型、扁円形。赤色系。独特のナッツの風味がある。生食用だが調理用にも使われる。 |
|      | 紅いわて ‘岩手7号’ (‘Iwate No.7’)                   | 日本（岩手県） 2009年                             | ‘つがる’ × ‘プリシラ’                                 | 中生性。中型で円形。赤色系で着色がよい。果肉は硬く果汁豊富、甘酸適和。 |
|      | ‘紅夏’（べにか）                                    | 日本（青森県） 2009年                             | ‘未希ライフ’ × ‘夏緑’                                 | 早生性。やや小型（150–300 g）。赤く縞状に着色し、果点が明瞭。 |
|      | ‘紅魁’（べにさきがけ） (‘Red Astrachan’)            | ロシア（アストラハン地方） 不明                   | 不明                                                  | 早生性。扁円から円錐形。鮮紅色。肉質は粗、酸味が多い。 |
|      | ‘紅絞’（べにしぼり） (Fameuse)                      | カナダ東部 18世紀前半                             | 不明                                                  | 晩生性。小型（200gほど）、円形。濃赤色に着色する。完熟したものは柔らかくきめ細く、酸味・甘味がある。 |
|      | ‘紅はつみ’                                          | 日本（青森県） 2018年                             | ‘つがる’ × ‘さんさ’                                   | 早生性。中型、円錐形。鮮紅色に染まる。甘酸適和。 |
|      | ‘紅ロマン’（べにロマン）                            | 日本（岩手県） 2011年                             | ‘シナノレッド’の自然交雑実生                          | 早生性。円錐形。赤色系。果汁は中程度、糖度は12–14%、酸度は0.45–0.50%、甘酸適和。正式な品種名は‘高野1号’。 |
|      | ‘ベルドゥボスクープ’ (‘Belle de Boskoop’)           | オランダ 1856年                                   | ‘Reinette de Montfort’の枝変わり                      | 中生性。中型から大型、楕円形。赤色系。シャキシャキしており、酸味と香りが強く、貯蔵中に甘みが増す。 |
|      | ‘ベンデイヴィス’ (‘Ben Davis’)                      | 米国（ケンタッキー州） 1840年代                   | 不明                                                  | 中生性。中型から大型、円錐形、皮は硬く厚い。赤色系。果肉は粗く、果汁に富む。 |
|      | ‘北斗’（ほくと） (‘Hokuto’)                         | 日本（青森県） 1983年                             | ‘ふじ’ × ‘レロ11’                                     | 晩生性。円形から扁円形、大型。赤色系。芳香があり、甘酸適和。蜜が入りやすい。三倍体。日本での栽培面積は品種別第7位（2021年）。 |
|      | 星の金貨（ほしのきんか） （‘あおり15’）             | 日本（青森県） 2004年                             | ‘ふじ’ × ‘青り3号’                                    | 晩生性。円形から円錐形。果皮が薄い。黄色系。非常に甘く、酸味も適当にあり、洗練された味と香りをもつ。「星の金貨」は商標名。 |
|      | ‘ボールドウィン’ (‘Baldwin’)                        | 米国（マサチューセッツ州） 1740年                 | 不明                                                  | 中生性。中型から大型、円錐形。赤色系。果肉は硬く粗く、果汁が多く、糖度が高くかすかに酸味もある。 |
|      | ‘マッキントッシュ’ (‘McIntosh’) ‘旭’（あさひ）      | カナダ（オンタリオ州） 1796年                     | おそらく‘Fameuse’ × ‘Detroit Red’                     | 中生性。扁円形。赤色系、果粉が多い。肉質が緻密、甘みがやや少ない。品種別生産量は米国で第10位、カナダで第2位（2023年）。 |
|      | 美丘（みおか） （‘さしゃ’）                         | 日本（青森県） 2002年                             | ‘ふじ’ × ‘王林’と‘世界一’の混合花粉                   | 晩生性。大型で550gほどになり、円形からやや楕円形。赤色系。甘みが強く食味良好。 |
|      | ‘未希ライフ’（みきライフ） （‘Miki Life’）          | 日本（青森県） 1992年                             | ‘千秋’ × ‘つがる’                                     | 早生性。円形から円錐形。濃赤色に染まる。果汁に富み、甘酸適和。 |
|      | 美紅（みく） （‘HFF33’）                            | 日本（青森県） 2020年                             | ‘東光’ × ‘赤肉親系統1’                                | 晩生性。やや大型。縞状に赤く着色する。果肉は赤いが、酸味はそれほど強くない。「美紅」は商標名。 |
|      | ‘みよしレッド’                                      | 日本（青森県） 2008年                             | ‘さんさ’の自然交雑実生                                | 早生性。中型、扁円形。鮮紅色に着色する。果肉は硬く、さわやかな食味。油あがりしにくい。 |
|      | ‘陸奥’（むつ） (‘Mutsu’, クリスピン ‘Crispin’)      | 日本（青森県） 1948年                             | ‘ゴールデンデリシャス’ × ‘印度’                       | 中生性。大型、長円形から円錐形。黄色系であるが袋かけ栽培では赤くなる。果肉はサクサクしており、非常に果汁が多く、甘酸適和で香りが良い。三倍体。米国での生産量は品種別第16位（2023年）。日本での栽培面積は品種別第10位（2021年）。 |
|      | ‘明秋’（めいしゅう）                                | 日本（青森県） 2018年                             | ‘ふじ’ × ‘大紅栄’                                     | 中生性。やや大型、円形。赤色系。甘みが強く酸味もある。貯蔵性が良い。 |
|      | ‘メルシー’                                          | 日本（青森県） 2016年                             | ‘シナノレッド’の実生から選抜                          | 極早生性。中型、円錐形。明黄色。芳香があり、歯ごたえ良く果汁に富む。 |
|      | ‘メルローズ’ (‘Melrose’)                            | 米国（オハイオ州） 1944年                         | ‘紅玉’ × ‘レッドデリシャス’                           | 中生性。中型から大型、円形から円錐形でやや角ばっている。赤色系。果肉は粗く硬くシャキシャキしており、果汁が多く、甘いがかすかに酸味もある。芳香がある。 |
|      | ‘もりのかがやき’                                    | 日本（岩手県） 2016年                             | ‘つがる’ × ‘ガラ’                                     | 中生性。やや大型、円形。黄色系。甘みが強くさわやかな食味。 |
|      | ‘Yarlington Mill’                                   | 英国 18世紀後半                                   | 不明                                                  | 小型から中型、洋ナシ形。赤色系。シードル用でビタースイート（高タンニン、酸味弱め）。 |
|      | ‘陽光’（ようこう） (‘Yoko’)                         | 日本（群馬県） 1981年                             | ‘ゴールデンデリシャス’ × 不明                         | 中生性。円形から長円形。赤色系で着色良好。果面にさびやワックスが発生しやすい。甘味酸味のバランスが良い。 |
|      | ‘ヨークインペリアル’ (‘York Imperial’)              | 米国（ペンシルバニア州） 1855年                   | 不明                                                  | 晩生性。中型から大型、円形。赤色系。果肉は粗くサクサクしており、果汁が多く甘酸っぱい。貯蔵性が極めてよい。 |
|      | ‘ルビースイート’ (‘Ruby Sweet’)                     | 日本（岩手県） 2015年                             | ‘JP114069’ × ‘ふじ’                                   | 中生性。大型、扁円形。赤色系。果肉が赤みを帯びる。甘みが強く食味良好。 |
|      | ‘ルブスククイーン’ (‘Lubsk Queen’)                  | ロシア 1700年代                                   | 不明                                                  | 中生性。白色地に赤く斑紋が入る。中型から大型、円形から円錐形、果肉は白色、果汁が多く、甘酸っぱい。 |
|      | Rave / First Kiss ‘MN 55’                           | 米国（ミネソタ州） 2016年                         | ‘ハニークリスプ’ × ‘MonArk’                           | 中型から大型、円形から円錐形。赤く染まる。果肉は粗くシャキシャキしており、果汁が多く、甘酸っぱい。「Rave」および「First Kiss」は商品名。 |
|      | ‘レッドゴールド’ (‘Redgold’)                        | 米国（ワシントン州） 1946年                       | ‘ゴールデンデリシャス’ × ‘リチャードデリシャス’       | 中生性。円形から扁円形。赤色系で着色はよい。甘みが強く、蜜が入りやすい。 |
|      | ‘レッドデリシャス’ (‘Red Delicious’)                | 米国（アイオワ州） 19世紀末                       | ‘Yellow Bellflower’ × 不明                            | 中生性。長円錐形、やや小果。紫紅色に色づく。甘みが強く酸味が少なく、蜜が入る。単に‘デリシャス’とよばれることもある。枝変わり由来の品種が多く、特に‘スターキングデリシャス’や‘スタークリムゾンデリシャス’、‘リチャードデリシャス’などがよく知られており、デリシャス系品種と総称される。北米、ヨーロッパ、トルコなどで生産量が多い。 |
|      | ‘ローズパール’                                      | 日本（岩手県） 2015年                             | ‘ふじ’ × ‘ピンクパール’                               | 中生性。やや大型、円錐形。黄色で日に当たった面が淡紅色を帯びる。果肉は紅色、食感が良く、ほどよい酸味がある。 |
|      | ‘ロボ’ (‘Lobo’)                                     | カナダ（オンタリオ州） 1930年                     | ‘マッキントッシュ’ × 不明                             | 中型から大型、円形でやや円錐形。赤色系。果肉は白く、緻密で柔らかくサクサクしており、果汁が多く、甘いが酸味もある。 |
|      | ‘ロームビューティ’ (‘Rome Beauty’)                  | 米国（オハイオ州） 1846年                         | 不明                                                  | 晩生性。中型から大型、円形。赤色系。果肉は緻密で硬く、やや酸味がある。米国における生産量は品種別第9位（2023年）。 |